# Vahrn
Vahrn (italià Varna) és un municipi italià, dins de la província autònoma de Tirol del Sud. És un dels municipis del districte i vall d'Eisacktal. L'any 2007 tenia 3.994 habitants. Comprèn la fracció de Neustift (Novacella). Limita amb els municipis de Brixen, Klausen, Franzensfeste, Natz-Schabs, Sarntal i Feldthurns.

## Situació lingüística
| Pertinença lingüística (cens 2001) | 87,86% alemany |
| Pertinença lingüística (cens 2001) | 11,17% italià  |
| Pertinença lingüística (cens 2001) | 0,97% ladí     |

## Administració

Territori comunal

| Període | Identitat     | Partit |
| ------- | ------------- | ------ |
| 2004-   | Josef Sigmund | SVP    |